# Love Canal
Love Canal è un quartiere della città di Niagara Falls sorto su di un canale artificiale (il Love Canal, costruito nel 1890 dall'imprenditore William T. Love) adibito dal 1920 a discarica di rifiuti urbani ed industriali, definitivamente interrato nel 1953. Nel 1954 iniziò la lottizzazione con la costruzione delle scuole e del quartiere; solo alla fine degli anni settanta venne resa pubblica la contaminazione a cui erano esposti i residenti e dal 1978 iniziò l'evacuazione dell'area, che fu definitivamente chiusa nel 2004 in seguito ad un'opera di confinamento e bonifica.

## Il canale artificialeLove Canal
Il Love Canal deve il suo nome a William T. Love che nel 1890 avviò un'impresa per la costruzione di un canale artificiale che collegasse il fiume Niagara al lago Ontario. La sua impresa aveva lo scopo di creare una città-modello, che avrebbe dovuto chiamarsi appunto "Model City", formata da parchi e quartieri residenziali lungo le sponde del canale artificiale e del lago Ontario, con la possibilità di produrre grandi quantità di energia idroelettrica per le nascenti industrie della zona. Dopo il 1892, il progetto fu cambiato per comprendere un canale navigabile che aggirasse le cascate del Niagara, quindi iniziò a scavare il canale ed a costruire alcune strade e poche case. Tuttavia, la crisi finanziaria del 1893, denominata Panico del 1893, fece ritirare gli investitori dal progetto. Inoltre il Congresso degli Stati Uniti ratificò una legge che impediva il prelievo d'acqua dal fiume Niagara, per preservare le famose cascate. Prima dell'interruzione dei lavori fu scavato un solo miglio di canale (1,6 km), largo circa 15 m e profondo tra i 3 m ed i 12 m. Con l'abbandono del progetto il canale si riempì gradualmente d'acqua.

## Il canale viene adibito a discarica
Dal 1920, la municipalità di Niagara Falls iniziò a sversare rifiuti urbani nel canale. Negli anni quaranta la Hooker Electrochemical Company (successivamente Hooker Chemical Company, assorbita poi dalla Occidental Petroleum) cercava un sito per smaltire grandi quantità di rifiuti industriali ed ottenne, nel 1942, dalla Niagara Power and Development Company il permesso di utilizzare il canale. Il canale fu prosciugato e rivestito da uno strato di argille e la Hooker Chemical iniziò a stoccarci fusti di rifiuti industriali. Nel 1947, la Hooker acquistò la proprietà fondiaria del canale ed una fascia di 21 m di entrambe le rive. La discarica fu attiva fino al 1953. Durante il periodo di attività accolse 21000 t di sostanze chimiche "corrosive, alcaline, acidi grassi e organocloruri derivati dalla fabbricazione di coloranti, profumi, solventi per la gomma e resine sintetiche". Le scorie erano racchiuse in fusti, che vennero seppelliti alla profondità di 6-6,5 m. Dopo il 1953, il canale fu ricoperto di terra e la vegetazione iniziò a ricrescere sull'area di discarica.

## Vendita dell'area
Quando la discarica venne chiusa, nel 1953, la città di Niagara Falls era entrata in un periodo di boom economico e la popolazione era cresciuta rapidamente superando le 90 000 unità. L'ente scolastico di Niagara Falls (City School District) aveva bisogno di un'area libera per costruire nuove scuole e si rivolse alla Hooker Chemical.
La Hooker Chemical concesse la proprietà del sito alla Niagara Falls School Board per un solo dollaro con una clausola di esonero dalla responsabilità.
Nel contratto di "vendita" firmato il 28 aprile, 1953, la Hooker Chemical incluse un caveat di diciassette righe per esonerare dalla propria responsabilità le eventuali cause risarcitorie future.

## Lottizzazione
Nonostante la dichiarata presenza di rifiuti chimici nel sottosuolo, il distretto scolastico iniziò a costruire la "99th Street School" nell'area della discarica. Nel gennaio 1954, l'architetto incaricato della costruzione della scuola scrisse al comitato del distretto scolastico che, durante gli scavi per le fondamenta, gli operai rinvennero due aree dove affioravano fusti di rifiuti chimici. L'architetto notava, inoltre, che sarebbe stato poco saggio costruire in quell'area non conoscendo quali sostanze chimiche vi fossero seppellite, e che le fondamenta potevano essere danneggiate dall'eventuale esposizione ad aggressivi chimici. Il consiglio si limitò a spostare le fondamenta della scuola 20-25 m più a nord. Anche l'asilo fu spostato per l'affiorare di fusti di rifiuti chimici. Completate nel 1955 le scuole ospitarono 400 alunni per annualità, ed aprirono in contemporanea ad altre scuole più piccole circostanti. Lo stesso anno, un'area di terreno larga circa 8 metri collassò, formando un laghetto in cui i bambini andavano a giocare.
Nel 1955, fu aperta un'altra scuola la 93rd Street School a sei isolati di distanza.
In 1957, il comune di Niagara Falls iniziò a costruire il sistema fognario per lottizzare le aree intorno alla discarica. Il distretto scolastico aveva venduto i terreni rimanenti ed iniziarono le lottizzazioni da parte sia di privati che da parte della Niagara Falls Housing Authority, che progettò la costruzione del complesso edilizio Griffon Manor posto a ovest della discarica. Nella costruzione delle fogne fu interrotta la membrana d'argilla che fungeva da contenimento del bacino della discarica. Inoltre fu parzialmente rimosso lo strato superiore d'argilla, che proteggeva la discarica dall'ingresso delle acque meteoriche, per utilizzarlo come inerte per la costruzione della scuola della 93rd Street e il contenimento d'argilla del lato sud fu distrutto dalla costruzione dell'autostrada LaSalle Expressway. Questi interventi minarono l'eventuale residua efficacia del contenimento in argilla e permisero alle acque meteoriche di lisciviare il contenuto della discarica nelle acque di falda circostanti.
Le nuove lottizzazioni erano su terreni che non facevano parte dell'accordo tra l'industria chimica ed il distretto scolastico e, così, nessuno dei proprietari venne a conoscenza del passato utilizzo dell'area. Nessun tentativo di controllo dell'inquinamento della falda venne messo in atto. In seguito alla piovosità estrema del periodo inverno-primavera del 1962, e grazie alla presenza dell'elevata massicciata della nuova autostrada che impediva il pieno deflusso delle acque l'area del Love Canal si allagò, i residenti testimoniarono la presenza di risalite di olio e di liquidi colorati nei cortili delle case e negli scantinati.

## Conseguenze

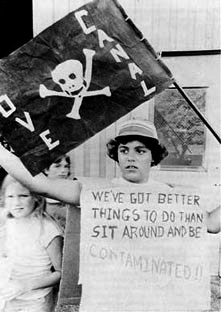
Manifestazione di residenti di Love Canal, ca. 1978.

Nel 1976, due giornalisti della Niagara Falls Gazette, David Pollak e David Russell, effettuarono diverse analisi sull'acqua rimasta nelle pompe per lo svuotamento degli scantinati delle case intorno al Love Canal e riscontrarono la presenza di sostanze tossiche. La questione non ebbe seguito sui mezzi di comunicazione di massa per circa un anno, fin quando il reporter Michael Brown, che stava effettuando un'inchiesta porta a porta fin dagli inizi del 1978, riscontrò numerose evidenti malformazioni nei bambini nati nell'area. Consigliò ai residenti di organizzarsi in un comitato di protesta, che fu guidato da Karen Schroeder, una donna la cui figlia era portatrice di numerose malformazioni alla nascita (circa dodici). Il dipartimento d'igiene dello stato di New York si interessò del caso rilevando un notevole aumento degli aborti spontanei nella popolazione residente.
Nel corso del 1978, Love Canal divenne un caso nazionale con numerosi articoli che definivano il quartiere come "una bomba a orologeria sanitaria" e "una delle più gravi tragedie ambientali della storia americana".
Il 2 agosto 1978 il sito della discarica fu dichiarato un'emergenza nazionale, fatto senza precedenti negli Stati Uniti. Brown, che scrisse oltre cento articoli sulla crisi, fece analizzare l'acqua di falda riscontrando la presenza di sostanze altamente tossiche quali le diossine.

### L'intervento del governo federale
Il 7 agosto del 1978 il Presidente degli Stati Uniti Jimmy Carter annunciò l'istituzione dello stato di emergenza federale per il sito, chiese lo stanziamento di fondi federali ed ordinò alla Federal Disaster Assistance Agency di assistere la città di Niagara Falls nel bonificare il sito di Love Canal. Fu la prima volta che i fondi d'emergenza federali vennero usati in un caso che non fosse un disastro naturale. Carter fece costruire dei canali che convogliavano l'acqua inquinata nelle fogne e fece chiudere gli scantinati contaminati.
Il Congresso degli Stati Uniti passò il decreto Comprehensive Environmental Response, Compensation, and Liability Act (CERCLA), detto comunemente Superfund. Il CERCLA stabilì una tassa sulle industrie chimiche e petrolifere per permettere all'autorità federale di rispondere alle emergenze ambientali. CERCLA stabilì anche una lista prioritaria dei siti nazionali che richiedevano una bonifica, Love Canal fu il primo sito a comporre la lista. Nel 2004, dopo l'evacuazione dei residenti e l'abbattimento della maggior parte degli edifici, la bonifica ed il contenimento della discarica, Love Canal fu tolto dalla lista. Dato che il decreto Superfund contiene una clausola di responsabilità retroattiva, la Occidental Petroleum (che aveva acquisito la Hooker Chemical) fu ritenuta responsabile per i costi di bonifica, pur non avendo infranto le leggi allora in vigore, quindi nel 1994, il giudice federale John Curtin sentenziò che la Hooker/Occidental era stata negligente, ma non si trattava di negligenza criminale, nella vendita della discarica al Niagara Falls School Board. La Occidental Petroleum fu citata dall'EPA e nel 1995 si accordò per un risarcimento di 129 milioni di dollari. Anche diverse cause civili intentate dai residenti arrivarono ad un accordo economico negli anni seguenti alla scoperta della contaminazione.

### Effetti sulla salute
All'inizio, gli studi effettuati non evidenziarono un evidente nesso eziologico tra le patologie riscontrate sui residenti e le sostanze tossiche che erano state rilevate nell'ambiente residenziale di Love Canal, tra cui sospetti agenti cancerogeni, in prevalenza benzene. Nelle acque di falda furono rilevate anche le diossine in concentrazioni di 53 parti per miliardo.
Nel 1979, l'Environmental Protection Agency rese pubblici i risultati delle analisi del sangue effettuate sui residenti di Love Canal che mostravano alti valori nella formula leucocitaria e danni cromosomici nel 33% dei residenti, dove la popolazione campione non eccede l'1%. Studi successivi sull'incidenza dei tumori non hanno riscontrato un incremento evidente o sono non conclusivi data la relativa piccolezza del campione coinvolto. Lo United States National Research Council (NRC), nel 1991, fece una revisione degli studi sui residenti di Love Canal, notò come gli effetti tossici fossero veicolati dall'acqua di falda che, allagando periodicamente gli scantinati e le fondamenta delle abitazioni, portava gli agenti inquinanti volatili nelle abitazioni dove venivano inalati
, inoltre, molti studi evidenziavano elevate percentuali di nascituri sottopeso e malformazioni congenite con l'indicazione che l'allontanamento dalle fonti d'inquinamento portava ad una riduzione dei casi. Lo studio evidenziò anche che i bambini della popolazione esposta presentavano "eccesso di episodi convulsivi, difficoltà d'apprendimento, iperattività, irritazione agli occhi, rash, dolori addominali, incontinenza" e crescita ridotta. Le arvicole presenti nell'area furono studiate e presentavano una mortalità superiore ai gruppi di controllo (aspettativa media di vita degli animali esposti di "23,6 e 29,2 giorni, in raffronto ai 48,8 giorni" dei gruppi di controllo).
In base alla relazione del 1979 della United States Environmental Protection Agency (EPA) le famiglie dei residenti mostravano "una preoccupante percentuale di aborti spontanei ... Love Canal può essere aggiunto alla crescente lista dei disastri ambientali causati da sostanze tossiche, che vanno dai lavoratori affetti da disturbi nervosi alla scoperta di sostanze tossiche nel latte delle madri." In un caso due bambini, in una famiglia che ne aveva quattro, erano affetti da malformazioni, una era sorda, aveva la cheiloschisi, una linea dentale in eccesso e un leggero ritardo mentale, mentre il fratellino aveva un difetto all'occhio.
Gli effetti della contaminazione si sono propagati nel tempo causando un'anomala (maggiore) frequenza di malformazioni nei figli dei residenti di Love Canal nati tra il 1983 ed il 1996.

### L'intervento dell'EPA
Quando Eckhardt C. Beck (dirigente dell'EPA regionale dal 1977 al 1979) visitò Love Canal alla fine degli anni settanta, poté notare la convivenza della popolazione con l'affioramento di sostanze tossiche:
(Eckhardt C. Beck)

Robert Whalen, il responsabile della salute dello stato di New York, anche visitò Love Canal e, valutando l'area di Love Canal un'emergenza sanitaria, dichiarò: 
(Robert Whalen)
Whalen consigliò i residenti ad evitare di frequentare le cantine e gli scantinati e a non consumare frutta e verdura coltivata nell'area del Love Canal. La popolazione fu spaventata da queste prescrizioni, poiché erano anni che consumavano prodotti contaminati dei propri orti e giardini. Inoltre Whalen sollecitò l'allontanamento da Love Canal di tutte le donne incinte e di tutti i bambini sotto i due anni d'età.
La scuola della 99th Street fu chiusa e demolita, la scuola della 93rd Street fu chiusa due anni dopo.
Furono evacuate circa 800 famiglie che ottennero il rimborso, dal governo, del valore delle loro case, che vennero abbattute.

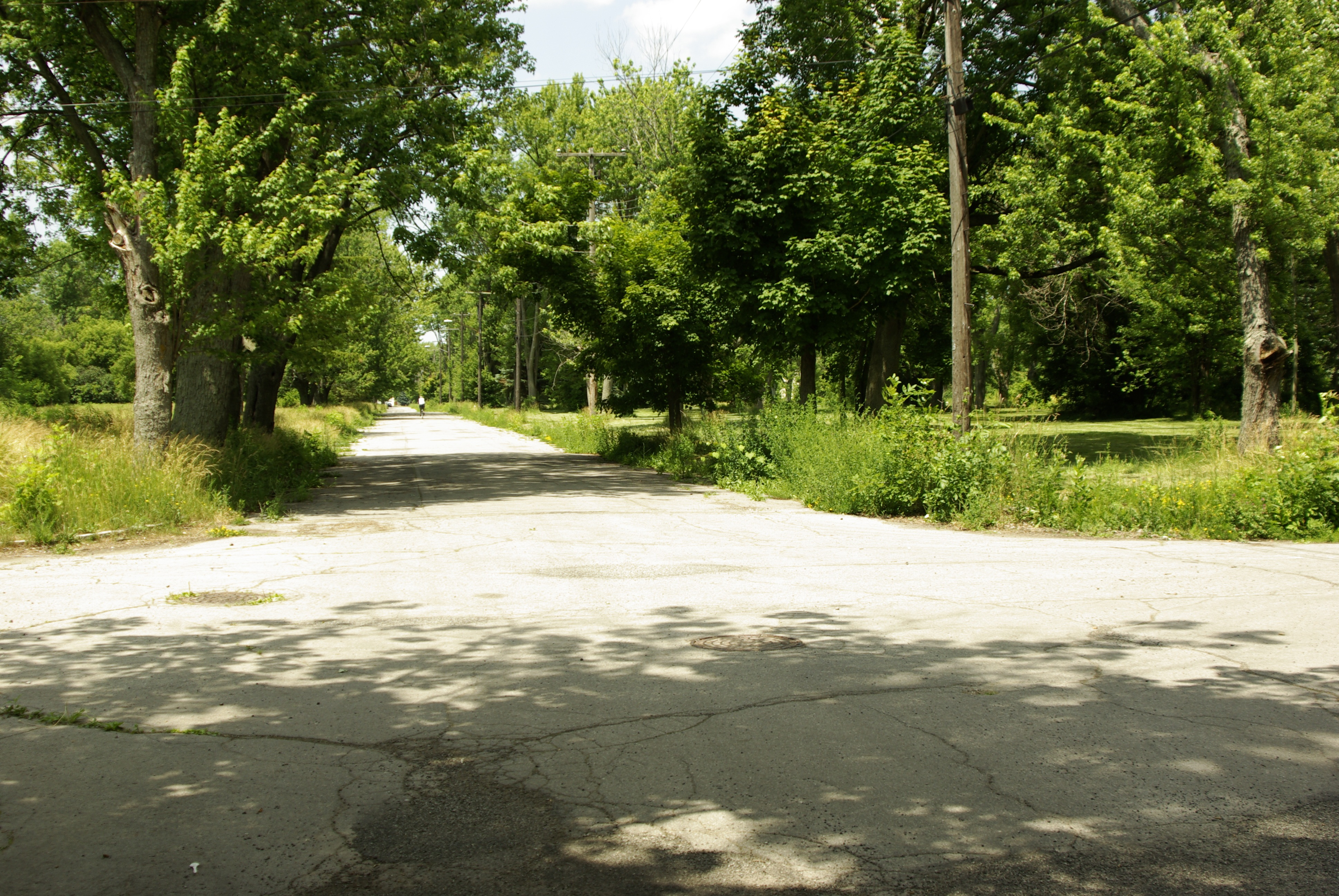
Strada abbandonata, lato ovest del Love Canal